# رود چائو پرایا
رود چائو پرایا (به تایلندی:แม่น้ำเจ้าพระยา) مهم‌ترین رود تایلند است.این رود از بانکوک می‌گذرد و به خلیج تایلند می‌ریزد.